# Hellraiser 2: Hellbound
Hellraiser 2: Hellbound är en skräckfilm från 1988 och är uppföljare till Hellraiser.

## Handling
Galen av skräck vaknar Kirsty upp på ett mentalsjukhus med sin fars ohyggligt plågsamma död på näthinnan. Dr Channard är den enda som lyssnar på hennes berättelse om hennes mardrömslika upplevelser från "den andra sidan". Channard blir helt besatt av tanken att själv få uppleva den yttersta njutningen och den gränslösa smärtan i helvetet. Kirstys mordiska styvmor, Julia som blivit återupplivad hjälper honom att ta sig till helvetets yttersta avgrund.

## Om filmen
Hellraiser 2: Hellbound är den andra filmen i Hellraiser-serien.

## Rollista (i urval)
- Ashley Laurence - Kirsty
- Claire Higgins - Julia
- Kenneth Cranham - Dr Channard/Channard cenobite
- Imogen Boorman - Tiffany
- Sean Chapman - Frank Cotton
- William Hope - Kyle MacRae
- Doug Bradley - Pinhead
- Barbie Wilde - Female cenobite
- Simon Bamford - Butterball cenobite
- Nicholas Vince - Chatterer cenobite